# Иван Беренд
Иван Тибор Беренд (на унгарски: Berend Tibor Iván) е унгарски историк.
Роден е на 11 декември 1930 година в Будапеща в еврейско семейство. През 1953 година завършва икономика в Унгарския икономически университет и история в Будапещенския университет, след което преподава стопанска история в Икономическия университет, на който е ректор през 1975 – 1979 година. През 1979 година става академик, през 1985 – 1990 година е председател на Унгарската академия на науките. От 1990 година преподава в Калифорнийския университет – Лос Анджелис, като през 1993 – 2005 година е директор на неговия Център за европейски и евразийски изследвания.